# Acinodrillia
Acinodrillia là một chi ốc biển, là động vật thân mềm chân bụng sống ở biển trong họ Drilliidae.

## Các loài
Các loài thuộc chi Acinodrillia bao gồm:
- Acinodrillia amazimba Kilburn, 1988[2]
- Acinodrillia paula (Thiele, 1925)[3]
- Acinodrillia viscum Kilburn, 1988[4]